# إنذار بالقتل (فلم)
إنذار بالقتل هو فيلم مصري من إخراج عمر عبد العزيز  وبطولة سمير صبري، إسعاد يونس، سعيد عبد الغني، جيهان فاضل، مصطفى متولي وعلي حسنين.

## نبذة
تدور أحداث القصة حول الدكتور حسين أبوالوفا (سعيد عبدالغني)، وهو عالم كيميائي يتوصل لمعادلة كيميائية هامة، لكنه يتعرض للقتل نتيجة رفضه بيع هذه النتائج التي توصل لها إلى إحدى المنظمات، قبل وفاته يكون قد احتفظ بنسخة من نتائج أبحاثه على جهاز الكمبيوتر الخاص بابن أخيه، يتعرض ابن أخيه للاختطاف جراء ذلك.

## طاقم العمل
- سمير صبري بدور سامي أبو الوفا
- إسعاد يونس بدور فريدة
- سعيد عبد الغني بدور دكتور حسين أبو الوفا
- جيهان فاضل بدور الصحفية رندا سالم
- مصطفى متولي بدور فاضل
- علي حسنين بدور جوزيف

## وصلات خارجية
- مقالات تستعمل روابط فنية بلا صلة مع ويكي بيانات
- إنذار بالقتل على موقع الدهليز